# Бабино (Завьяловский район)
Ба́бино (удм. Ожмос) — село в Завьяловском районе Удмуртской Республики Российской Федерации.

## География
Расположено в 27 км к юго-востоку от центра Ижевска и в 16 км к юго-востоку от Завьялово. Через село протекает река Нечкинка, на которой выше села устроен пруд.

### Уличная сеть
Улиц в Бабино 15: Лесная, Заречная, Кедровая, Кооперативная, Малодокьинская, Мира, Молодёжная, Ольховая, Пестерева, Первомайская, Прудовая, Родниковая, Садовая, Труда, Центральная.

## История
В 1840 году открыт приход Св. Синода, а в 1841 году была построена и освящена Косьмодамианская церковь. Церковь возвели на средства новокрещённого крестьянина из деревни Малая Пурга Дмитрия Васильева с одним престолом освещена 12 декабря 1841 года во имя Св. Бессеребренников Косьмы и Домиана. 1 сентября 1890 года был заложен каменный храм, строительство которого завершено в 1895 года. Церковь была закрыта на основании Указа Президиума Верховного Совета УАССР от 10 мая 1940 года. Здание передано под клуб. До того, как здание передали под клуб там была мастерская по ремонту тракторов (примерный год — 1958), в том году клуб находился в поповском доме. В 2014 году на месте где находился поповский дом открылась автомастерская. В январе 2012 года стало известно, что церковь будет восстановлена и уже в начале осени началась реконструкция. 14 ноября 2012 года была освещена Патриархом Удмуртии Николаем.

### Административно-территориальная принадлежность
До революции входило в состав Сарапульского уезда Вятской губернии. По данным десятой ревизии в 1859 году в 72 дворах казённого села Козьмодемьянского при реке Ожмосе проживало 529 человек, работало сельское училище и 2 мельницы.
При образовании Вотской АО, Козьмодемьянское вошло в Ижевский уезд, был образован Козьмодемьянский сельсовет, который находился в ныне не существующем селе Никольское. В 1929 году сельсовет входит в Ижевский район, а в 1935 году — во вновь образованный Малопургинский район.
В 1939 году Козьмодемьянский сельсовет входит в состав Завьяловского района Удмуртской АССР. Указом Президиума Верховного Совета РСФСР от 16 июня 1954 года Козьмо-Демьянский сельсовет объединился с Николо-Бурановским в Бабинский сельский Совет с центром в Бабино, который в 1994 преобразуется в Бабинскую сельскую администрацию, а в 2005 в Муниципальное образование «Бабинское».
До 25 июня 2021 года  административный центр Бабинского сельского поселения, упразднённое в связи с преобразованием муниципального района в муниципальный округ.

## Население
| 2010 | 2012  |
| ---- | ----- |
| 1550 | ↘1514 |

## Инфраструктура
Главными предприятиями села являются ООО «Бабинский мясокомбинат» и ЗАО «Родная Любава» (молокозавод). Кроме него в селе работает ОАО «Завьяловская МТС». В селе имеется дополнительный офис Сбербанка России, отделение Почты России, аптека «Тазалык», а также вышки сотовых операторов Теле2, МТС и Мегафон.
В Бабино работают МБОУ «Бабинская средняя общеобразовательная школа», детский сад, МУЧ «Культурный комплекс „Бабинский“», Бабинская участковая больница.
В селе находится Космо-Дамиановский храм, освященный во имя Св. Бессребренников Косьмы и Дамиана.

## Транспорт
Автодорога 94P-5 Ижевск-Сарапул проходит к западу от села. Остановка общественного транспорта «Бабино».